# Gloria Ordóñez
Gloria Ordóñez (Caracas, 23 de junio de 1981) es una actriz venezolana, modelo, animadora y humorista que se dio a conocer en el Late Night Show Noche de perros, transmitido por el canal de televisión venezolano Televen, donde saltó a la fama a pesar de la particularidad de su participación, en la cual a su personaje no se le permitía hablar.
Un rasgo interesante de su carrera es haber sido la primera y hasta el momento única  mujer que ha logrado obtener fama en la televisión venezolana pese a no tener parlamento. Desde el 2010 forma parte del elenco de ¡A que te ríes!, programa humorístico venezolano transmitido por Venevisión.

## Inicios
Desde niña se sintió atraída por el teatro, por lo que su mamá la inscribió en la Casa de La Cultura cuando tenía 6 años. 
Estudió la primaria en el Colegio Octavio Antonio Díez y el bachillerato en la Unidad Educativa Colegio Promesas Patrias.
Años más tarde, iría a Estados Unidos a estudiar inglés en el Miami Dade Community College. También estudió Sociología en la Universidad Central de Venezuela.

## Carrera
Modelaje. A la edad de 15 años, realizó su primera publicidad para una marca de brownies y hasta el día de hoy ha sido imagen de marcas como Avon, Revlon, Ebel, Beshma, Belmont, Coors Light, Max Prime, Betty Crocker, entre otras.
Asimismo, ha sido portada de diversas publicaciones, entre las cuales están el suplemento especial de Chicas Meridiano, así como también la reconocida revista Urbe Bikini.
También participó como modelo del programa deportivo En Forma de Meridiano Televisión.

## Actuación y animación
1998
Participó en su primera telenovela, Reina de corazones, protagonizada por la actriz Emma Rabbe.
2001
Retoma su carrera como actriz y animadora, de manera definitiva.
2002
Quedó seleccionada para formar parte del elenco de Noche de Perros, donde cautivó a miles de espectadores con un papel en el cual, a pesar de no tener parlamento, la sacó del anonimato.
2003 y 2004
Participó en diversas producciones y dramáticos tales como: La Cuaima, La invasora y en programas de Televisión como En forma en Meridiano TV, Fashion Nights TV en Puma TV, TV Libre en Televen.
2005
Formó parte del Noticiero de Televen como ancla en la sección de farándula "Lo Actual", también participó como contra figura en la telenovela de Guacharo's Enterprise Diamante. 
2008
Se convirtió en una de las animadoras del programa Trapitos al Sol, transmitido por Televen.
2010
Formó parte del elenco del Proyecto Humorístico de Venevisión Fábrica de Comedias y posteriormente ¡A que te ríes!, este último con altos niveles de sintonía.
2012
Obtuvo una participación especial es la novela de Telemundo, Corazón valiente.
2014
Forma parte del elenco de actores del programa Sábado Gigante, animado por Don Francisco

## Premios y reconocimientos
2004
Mara de Oro/ Categoría: Figura Revelación del Año.
2004
Estrella de Oro/ Categoría: Mejor programa: TV Libre.

## Trabajos Humanitarios
En 2004, fue imagen de la campaña para Amnistía Internacional "La Violencia contra la mujer es un delito", difundida en Latinoamérica. Las fotos para esta campaña mostraban a Gloria con signos de maltrato lo cual, ciertamente, impactó a miles de espectadores.

## Vida personal
Su padre, ecuatoriano, es Ingeniero Industrial y su madre, de origen venezolano, es ama de casa. Gloria tiene 10 hermanos. Tiene un hijo, Christian Alexander García Ordóñez.